# Генрих Баттенберг
Генрих Мориц Баттенберг (нем. Heinrich Moritz von Battenberg; 5 октября 1858, Милан — 20 января 1896, Колония и протекторат Сьерра-Леоне) — немецкий принц из рода Баттенбергов.

## Биография
Сын Александра Гессен-Дармштадтского и его морганатической супруги Юлии фон Гауке. Его мать и её потомки получили титул фон Баттенберг в 1858 году. Генрих приходился племянником супруге российского императора Александра II Марии Александровне.
В семье (Генриха) Морица назвали Лико. 
Генрих получил военное образование и стал лейтенантом первого рейнского гусарского полка в прусской армии.

### Семья
В 1884 году в церкви Святого Милдреда на острове Уайт Генрих обручился с принцессой Беатрисой (1857—1944), младшей дочерью королевы Виктории и принца Альберта Саксен-Кобург-Готского. Королева одобрила их брак при условии что молодожёны останутся в Великобритании. Принц Генрих и принцесса Беатриса поженились 23 июля 1885 года. Дети:
- Александр (1886—1960), маркиз Кэрисбрук, в браке с леди Ирен Денисон;
  - Айрис (1920-1982), была замужем трижды, один ребенок Робин Брайан (род. 20 декабря 1957)
- Виктория Евгения (1887—1969), с 1906 супруга короля Испании Альфонса XIII
  - Альфонсо (1907—1938), принц Астурийский и граф Ковадонга, гемофил;
  - Хайме (1908—1975), герцог Сеговии, глухонемой; претендент на французский престол;
  - Беатриса (1909—2002), жена Алессандро Торлония;
  - Фернандо (1910—1910),
  - Мария Кристина (1911—1996), жена Энрико Мароне-Чинзано;
  - Хуан (1913—1993), граф Барселонский; претендент на испанский престол, отец Хуана Карлоса I.
  - Гонсало (1914—1934), гемофил.
- Леопольд (1889—1922), умер холостяком, потомства не оставил;
- Мориц (1891—1914), погиб во Фландрском сражении, потомства не оставил.

### Последние годы
В 1889 году принц Генрих был назначен губернатором замка Карисбрук, генерал-капитаном и губернатором острова Уайт. 21 июня 1887 года был произведен в подполковники армии. С 1893 года - полковник.
В ноябре 1895 года королева Виктория позволила Генриху отправиться в Западную Африку, чтобы принять участие в англо-ашантийской войне. Он служил военным секретарем главнокомандующего британских сил, генерала Френсиса Скотта. Принц заразился малярией, когда экспедиция достигла Прахсу (приблизительнов 30 милях от Кумаси), и впоследствии умер на борту крейсера «Блонд», стоящего недалеко от берегов Сьерра-Леоне. Его тело было доставлено в Англию крейсером «Бленхайм». Генрих Баттенберг похоронен в церкви Святого Милдреда, впоследствии известной как часовня Баттенберг, там же похоронена его жена.

## Титулы и награды
В день свадьбы королева удостоила Генриха титулом Его Королевского Высочества. Этот титул был действителен в Великобритании, но не в герцогстве Гессен, где обращением к Генриху было Ваше Высочество. В тот же день Генрих был признан британским подданным и получил место в палате лордов. Королева также вручила зятю Орден Подвязки и назначила членом Тайного совета Великобритании. 